# Скалиця (футбольний клуб)
МФК «Скалиця» (словац. Mestský futbalový klub Skalica) — словацький футбольний клуб із міста Миява, заснований 1920 року. Виступає в Першій лізі Словаччини, у сезоні 2015—2016 років виступав у Суперлізі. Домашні матчі приймає на стадіоні «Міський» місткістю 3 000 глядачів.

## Досягнення
- Чемпіон Першої ліги: 1
  - 2015
- Фіналіст Кубка Словаччини: 1
  - 2017